# António José de Ávila (1853)
António José de Ávila (Angra do Heroísmo, 1853 — Lisboa, 7 de dezembro de 1923) foi um artista decorador que se destacou como militante anarquista.

## Biografia
Nasceu em Angra do Heroísmo, na ilha Terceira, no seio de uma família de poucos recursos. Tendo demonstrado grande aptidão para as artes, após concluir o ensino liceal foi-lhe prometido auxílio para frequentar a Escola de Belas-Artes de Lisboa. Partiu para Lisboa, mas como o auxílio se gorou, dedicou-se à pintura decorativa, tendo trabalhado em Lisboa, Beja, Elvas, Évora e Figueira da Foz, e ao ensino primário.
Em Lisboa conheceu Antero de Quental, que o apresentou a João de Deus. Esse encontro levou a que se interessasse pelo ensino primário, em particular pelo ensino de adultos, recorrendo aos métodos pedagógicos desenvolvidos por João de Deus.
Aderiu aos ideais do anarquismo ainda muito jovem e foi um dos organizadores do movimento anarquista em Portugal. Colaborou ativamente nas lutas operárias do período final da Monarquia Constitucional Portuguesa e durante a Primeira República Portuguesa.
Ao longo da sua vida foi por diversas vezes preso em resultado da militância anarquista, a primeira das quais por ter aplicado o método de ensino de João de Deus utilizando como livro de leitura a A Anarquia de Errico Malatesta num curso noturno para adultos realizado em Elvas. Preso, foi conduzido para Lisboa, onde passou algum tempo na prisão do Limoeiro.
Aquando do Regicídio de 1908, foi preso juntamente com Augusto Machado e o espanhol Miguel Córdoba, no quartel da Guarda Municipal onde permaneceu detido por uns dias. Face aos protestos dos republicanos e dos anarquistas, demonstrando-se que os detidos nada tinham com o atentado, foram libertados sem acusação.
No período de agitação social que se seguiu à implantação da República Portuguesa, voltou à prisão por se ter destacado na organização de manifestações de trabalhadores em protesto contra a carestia da vida. Quando discursava na sessão de protesto, foi detido pela Guarda Nacional Republicana, que o espancou brutalmente e o conduziu ao Forte da Serra de Monsanto. Adriano Botelho, nas suas memórias, afirma que sobre este incidente Ávila terá dito: «No tempo da monarquia, fui preso e conduzido de trem para o Governo Civil, no tempo da república fui a pé e à coronhada».
Nesse período foi também um dos organizadores da Conferência Anarquista de Lisboa, realizada em 1914, tendo-se destacado na orientação dos trabalhos em colaboração com Emílio Costa.
Crítico da atitude aliadófila de Piotr Kropotkin no dealbar da Primeira Guerra Mundial, da qual foi um dos primeiros anarquistas a discordar, aplaudiu com grande entusiasmo a Revolução Russa, com a qual vibrou de alegria, mas não se deixou contagiar pelas correntes do bolchevismo e da sua ditadura do proletariado, que considerava uma ditadura sobre o proletariado.
Participou na Primeira Conferência Anarquista da Região Portuguesa, realizada em Alenquer em maio de 1923, de que resultou a constituição da União Anarquista Portuguesa (UAP). Apesar de doente, ainda encontrou forças para reafirmar as suas convicções e nesse congresso formou, com Adriano Botelho, José Carlos de Sousa, Augusto Carlos Rodrigues, António Altavila e Luna de Carvalho, o grupo O Semeador, organismo anarquista altamente produtivo.
Entre outras publicações, colaborou no diário sindicalista A Greve, em A Batalha e em outros órgãos do proletariado. Foi invariavelmente um defensor do anarquismo pela teoria e pelo exemplo. Contagiado pela questão social, foi um dos mais eminentes idealistas do anarquismo em Portugal.
Quando morreu em Lisboa, no Hospital de São José, a 6 de dezembro de 1923, o periódico anarquista A Batalha na primeira página da sua edição de 6 e 9 de dezembro de 1923, publicou o seguinte texto:
«Ávila abraçou as ideias da emancipação social desde muito novo, pela nobreza do seu carácter, pela lucidez do seu espírito e pela correção e firmeza que imprimiu a todos os seus gestos, a todas as suas ações, foi dos raros revolucionários que fez propaganda pelo exemplo. Não era um sectário, não olhava a vida através de rígidos princípios. Firme, como nenhum, nos seus ideais, ele entendia que a melhor maneira de interpretá-los seria procedendo com bondade, com tolerância sem transigir. As suas ideias anarquistas e o seu carácter confundiam-se: Por isso António José de Ávila foi um lutador enérgico pela justiça e pela Liberdade. [...] Foi uma das mais nobres figuras do anarquismo. A sua vida está ligada à história do movimento anarquista desde os seus inícios neste país, constitui o melhor exemplo de perseverança, coragem e abnegação. O companheiro de Antero de Quental, o homem que viveu em Paris e em Espanha, nos meios revolucionários e lidou com as grandes figuras intelectuais e morais do anarquismo como Kropotkine, E. Reclus, Malatesta, J. Grave, Anselmo Lorenzo e outros, foi sempre de uma lucidez e de uma convicção extraordinárias.
Foi sepultado no Cemitério do Alto de São João, em cerimónia fúnebre em que estiveram presentes dirigentes da União Anarquista Portuguesa, das Juventudes Sindicalistas, S.U. da Construção Civil e da Federação Comunal de Lisboa. O cortejo interrompeu o trânsito, tal foi o número de trabalhadores que nele participou. No cemitério discursou Martins Vagueiro, um dos mais conhecidos anarquistas do seu tempo.